# Saad Hajo
Saad Hajo (arabiska: سعد حاجو), född 13 oktober 1968 i Damaskus, är en syrisk-svensk satirtecknare. Hajo bosatte sig 2005 i Norrköping. År 2015 mottog Hajo EWK-priset och 2017 utgav han sin första svenskspråkiga bok, Suddkantig satir. Hajos satirteckningar har framför allt publicerats i arabiskspråkig press i Libanon och Egypten, däribland den libanesiska dagstidningen As-Safir, men även i de svenska tidningarna Folkbladet och Dagens Arbete.